# Inteja Dominican Cycling Team
El Inteja Dominican Cycling Team (codi UCI: DCT) és un equip ciclista professional dominicà, de categoria Continental.

## Principals resultats

### Grans Voltes
- Tour de França
  - 0 participacions

- Giro d'Itàlia
  - 0 participacions

- Volta a Espanya
  - 0 participacions

## Composició de l'equip
| \| Llista de l'equip 2016 \| Llista de l'equip 2016 \| Llista de l'equip 2016 \| Llista de l'equip 2016 \| \| Ciclista \| Data de naixement \| Equip previ \| \| \| ---------------------------------------------- \| ---------------------- \| -------------------------------- \| ---------------------- \| \| Miguel Luis Álvarez Ayala (31 de des–) \| 30 de desembre de 1987 \| San Marcos Viansi Orbea (2015) \| \| \| Isaac Carbonell (22 de jul–31 de des) \| 6 de agost de 1994 \| Team Ecuador (2015) \| \| \| Robinson Chalapud Gómez (20 de juny–31 de des) \| 8 de març de 1984 \| Orgullo Antioqueño (2015) \| \| \| Juan José Cueto \| 26 de maig de 1992 \| \| \| \| Aitor Escobar (25 de jul–31 de des) \| 27 de abril de 1991 \| \| \| \| Joel García \| 4 de març de 1992 \| \| \| \| Fernando Grijalba Pérez \| 14 de gener de 1991 \| Caja Rural-Seguros RGA (2015) \| \| \| William Guzmán \| 26 de abril de 1992 \| \| \| \| Rafael Márquez \| 15 de juny de 1991 \| Lizarte (2015) \| \| \| Junior Marte (20 de jul–31 de des) \| 23 de desembre de 1996 \| \| \| \| Leonardo Mazara (18 de jul–31 de des) \| 26 de setembre de 1993 \| \| \| \| Diego Milán Jiménez \| 10 de juliol de 1985 \| Differdange-Losch (2014) \| \| \| Adrián Núñez \| 1 de octubre de 1991 \| \| \| \| Israel Nuño \| 31 de gener de 1992 \| \| \| \| Ignacio Sarabia \| 15 de juliol de 1983 \| Depredadores Prado Credit (2015) \| \| \| Joaquín Sobrino Martínez (1 de gen–19 de jul) \| 22 de juny de 1982 \| Differdange-Losch (2014) \| \| \| \| \| \| \| \| Fonts: ProCyclingStats Cycling Archives \| \| \| \| |                        |                                  |  |
| Llista de l'equip 2016 |                        |                                  |  |
| Ciclista | Data de naixement      | Equip previ                      |  |
| Miguel Luis Álvarez Ayala (31 de des–) | 30 de desembre de 1987 | San Marcos Viansi Orbea (2015)   |  |
| Isaac Carbonell (22 de jul–31 de des) | 6 de agost de 1994     | Team Ecuador (2015)              |  |
| Robinson Chalapud Gómez (20 de juny–31 de des) | 8 de març de 1984      | Orgullo Antioqueño (2015)        |  |
| Juan José Cueto | 26 de maig de 1992     |                                  |  |
| Aitor Escobar (25 de jul–31 de des) | 27 de abril de 1991    |                                  |  |
| Joel García | 4 de març de 1992      |                                  |  |
| Fernando Grijalba Pérez | 14 de gener de 1991    | Caja Rural-Seguros RGA (2015)    |  |
| William Guzmán | 26 de abril de 1992    |                                  |  |
| Rafael Márquez | 15 de juny de 1991     | Lizarte (2015)                   |  |
| Junior Marte (20 de jul–31 de des) | 23 de desembre de 1996 |                                  |  |
| Leonardo Mazara (18 de jul–31 de des) | 26 de setembre de 1993 |                                  |  |
| Diego Milán Jiménez | 10 de juliol de 1985   | Differdange-Losch (2014)         |  |
| Adrián Núñez | 1 de octubre de 1991   |                                  |  |
| Israel Nuño | 31 de gener de 1992    |                                  |  |
| Ignacio Sarabia | 15 de juliol de 1983   | Depredadores Prado Credit (2015) |  |
| Joaquín Sobrino Martínez (1 de gen–19 de jul) | 22 de juny de 1982     | Differdange-Losch (2014)         |  |
| |                        |                                  |  |
| Fonts: ProCyclingStats Cycling Archives |                        |                                  |  |

| \| Llista de l'equip 2017 \| Llista de l'equip 2017 \| Llista de l'equip 2017 \| Llista de l'equip 2017 \| \| Ciclista \| Data de naixement \| Equip previ \| \| \| ------------------------------------------------- \| ---------------------- \| -------------------------------------- \| ---------------------- \| \| Julio Alberto Amores Palacios \| 12 de març de 1993 \| \| \| \| Bernardo Ayuso \| 24 de març de 1993 \| \| \| \| Edward Beltrán \| 18 de gener de 1990 \| EPM-Tigo-Une-Área Metropolitana (2016) \| \| \| Gregory Brenes \| 21 de abril de 1988 \| Coopenae Extralum (2016) \| \| \| Juan José Cueto \| 26 de maig de 1992 \| \| \| \| Joel García \| 4 de març de 1992 \| \| \| \| William Guzmán \| 26 de abril de 1992 \| \| \| \| Rafael Márquez \| 15 de juny de 1991 \| Lizarte (2015) \| \| \| Junior Marte \| 23 de desembre de 1996 \| \| \| \| Diego Milán Jiménez \| 10 de juliol de 1985 \| Differdange-Losch (2014) \| \| \| Adrián Núñez \| 1 de octubre de 1991 \| \| \| \| Ignacio Sarabia \| 15 de juliol de 1983 \| Depredadores Prado Credit (2015) \| \| \| Albert Torres Barceló \| 26 de abril de 1990 \| Team Raleigh GAC (2016) \| \| \| Leonardo Mazara \| 26 de setembre de 1993 \| \| \| \| Jesús Alberto Rubio Arribas (12 de abr–31 de des) \| 25 de gener de 1992 \| \| \| \| \| \| \| \| \| Fonts: ProCyclingStats Cycling Quotient \| \| \| \| |                        |                                        |  |
| Llista de l'equip 2017 |                        |                                        |  |
| Ciclista | Data de naixement      | Equip previ                            |  |
| Julio Alberto Amores Palacios | 12 de març de 1993     |                                        |  |
| Bernardo Ayuso | 24 de març de 1993     |                                        |  |
| Edward Beltrán | 18 de gener de 1990    | EPM-Tigo-Une-Área Metropolitana (2016) |  |
| Gregory Brenes | 21 de abril de 1988    | Coopenae Extralum (2016)               |  |
| Juan José Cueto | 26 de maig de 1992     |                                        |  |
| Joel García | 4 de març de 1992      |                                        |  |
| William Guzmán | 26 de abril de 1992    |                                        |  |
| Rafael Márquez | 15 de juny de 1991     | Lizarte (2015)                         |  |
| Junior Marte | 23 de desembre de 1996 |                                        |  |
| Diego Milán Jiménez | 10 de juliol de 1985   | Differdange-Losch (2014)               |  |
| Adrián Núñez | 1 de octubre de 1991   |                                        |  |
| Ignacio Sarabia | 15 de juliol de 1983   | Depredadores Prado Credit (2015)       |  |
| Albert Torres Barceló | 26 de abril de 1990    | Team Raleigh GAC (2016)                |  |
| Leonardo Mazara | 26 de setembre de 1993 |                                        |  |
| Jesús Alberto Rubio Arribas (12 de abr–31 de des) | 25 de gener de 1992    |                                        |  |
| |                        |                                        |  |
| Fonts: ProCyclingStats Cycling Quotient |                        |                                        |  |

## Classificacions UCI
A partir del 2015 l'equip participa en les proves dels circuits continentals.
UCI Amèrica Tour
| Temporada | Classificació per equips | Millor ciclista en la classificació individual |
| --------- | ------------------------ | ---------------------------------------------- |
| 2015      | 22è                      | Diego Milán (78è)                              |
| 2016      | 11è                      | Miguel Luis Álvarez (80è)                      |
| 2017      | 13è                      | Diego Milán (25è)                              |

UCI Europa Tour
| Temporada | Classificació per equips | Millor ciclista en la classificació individual |
| --------- | ------------------------ | ---------------------------------------------- |
| 2015      | 97è                      | Diego Milán (298è)                             |
| 2016      | 131è                     | Diego Milán (1516è)                            |
| 2017      | 112è                     | Albert Torres (576è)                           |